# Leopoldo Pomés
Leopoldo Pomés Campello (17. listopadu 1931 Barcelona – 27. srpna 2019 Girona) byl španělský fotograf a publicista.

## Život a dílo
Vystudoval základní školu a ve svém rodném městě zahájil střední školu. Poté se začal zajímat o fotografii, které se věnoval jako samouk. V roce 1955 zrealizoval svou první výstavu v barcelonské Galerías Layetanas. Tuto výstavu velmi ocenili členové uměleckého kolektivu Dau al Set, kteří také pózovali pro některé z vystavených portrétů. Jeho práce byla zveřejněna na národní úrovni po jeho účasti v ročence španělské fotografie z roku 1958 vydané AFAL, spolu s dalšími avantgardními fotografy tehdejší doby. Potom se Pomés rozhodl pro audiovizuální produkci v reklamě.
Připojil se k PR agentuře Pentágono, která v té době byla jednou z nejvýznamnějších místních agentur pro kinematografii a reklamu. V roce 1961 založil v Karin Leiz Studio Pomés, se kterým se proslavil jako reklamní fotograf. Řídil také reklamní agenturu Tiempo. Je známý spojitostí s výrobou šumivého vína Freixenet. Byl reklamním ředitelem značky Freixenet Group a ředitelem mnoha reklamních spotů. Vyvinul také spoty pro celou řadu dalších značek. První ocenění za publicitu získal na benátském bienále a na filmovém festivalu v Cannes.
Vedle Víctora Sagiho režíroval zahajovací show mistrovství světa ve fotbale v roce 1982 v Barceloně. Byl vybrán k vytvoření obrazové kampaně pro kandidaturu na organizaci letních olympijských her 1992 v Barceloně.
Založil také restaurace Flash Flash a Il Giardinetto, a to jak v Barceloně, první specializovanou na tortilly, tak druhou v italské gastronomii.

## Ceny a ocenění
V roce 2018 získal Národní cenu Španělska za fotografii.
- National Award for Plastic Arts (Španělsko) (1998)
- Kříž svatého Jiří (1999)
- Národní fotografická cena Španělska (2018)